# صدف گری رنگین‌کمانی
صدف گری رنگین کمانی (نام علمی: Gari convexa) نام یک گونه از راسته صدف‌های سفت‌پوسته است.